# Жикица Јовановић Шпанац
Живорад Јовановић Жикица Шпанац (Ваљево, 17. март 1914 — Радановци, код Косјерића, 12. март 1942) био је учесник Шпанског грађанског рата и Народноослободилачке борбе, један од организатора устанка у западној Србији и народни херој Југославије.
Као ученик Ваљевске гимназије, због левичарских размишљања био је искључен из школе, након чега је школовање наставио у Београду, где је потом студирао књижевност на Филозофском факултету. Током студија прикључио се револуционарном студентском покрету, а политички је деловао и у родном Ваљеву, због чега је 1935. године примљен у чланство тада илегалне Комунистичке партије Југославије.
Учествовао је у Шпанском грађанском рату, где се у редовима Интернационалних бригада борио против фашизма. Током рата је био рањаван, а након пораза Шпанске републике заједно са осталим интербригадистима налазио се у логорима у Француској. У јесен 1940. године успео је да се врати у Југославију, где је наставио са партијским радом.
Учествовао је у припремама оружаног устанка у западној Србији и формирао партизанску чету у Рађевини. Са овом четом је 7. јула 1941. године у Белој Цркви, код Крупња, извео прву устаничку оружану акцију, која се касније обележавала као Дан устанка народа Србије. У току устанка 1941. године налазио се на дужностима команданта и политичког комесара батаљона и политичког комесара одреда.
Након Прве непријатељске офанзиве и повлачења главнине партизанских снага у Санџак, остао је на територији западне Србије, где је почетком 1942. године био члан команде Групе одреда западне Србије. Погинуо је 12. марта 1942. године у близини села Радановци на огранцима планине Маљен према Косјерићу у сукобу са четницима Косте Пећанца и припадницима Српске државне страже.
За народног хероја проглашен је 6. јула 1945. године.

## Биографија
Рођен је 17. марта 1914. године у Ваљеву, као други по реду син у породици кафеџије Милана Јовановића, досељеника из Крушевца и његове супруге Олге, рођене Ђорђевић, чији је отац Димитрије Ђорђевић био поштански службеник, пореклом из Темишвара. Пре Жикице добили су сина Драгољуба. Недуго по његовом рођењу, јула 1914. избио је Први светски рат, након чега му је отац мобилисан у Српску војску. Како се ратни вихор приближавао Ваљеву, Жикицина мајка Олга је с децом отишла у Крушевац, код мужевљеве родбине, а касније се поново вратила у Ваљево. Почетком 1916. поново је напустила Ваљево и отишла код своје фамилије у Шид.
Након завршетка Великог рата породица имућног ваљевског гостионичара и трговца Милана Јовановића увећана је за још две ћерке — Мару и Бранку. Мајка Олга била је домаћица и бринула се о деци, посветивши се њиховом васпитавању и образовању. Живот у имућној породици омогућио им је безбрижно детињство, а мајка им је развијала навике за рад, уредност и одговорност. Због велике посвећености коју им је пружала, између мајке Олге и деце створио се јак и присан однос. Жикица се касније у годинама студирања и ратовања у Шпанији, често сећао своје мајке.

### Школовање
Након завршене четворогодишње основне школе, Жикица је 1925. уписао Ваљевску гимназију. Током школовања испољавао је наклоност према књижевности. Писао је књижевне саставе и приче, са веома критичким приказима друштва. Присуствовао је и ђачким књижевним састанцима, где је веома живо учествовао у дискусијама. Имао је смисла и за сликање, који је изражавао цртањем карикатура. Овим се радо бавио у школи, обично цртајући ликове појединих наставника, а касније и ликове појединих политичара. Савременици из школских дана су Жикицу описивали као младића бистрог ума, ведрог духа, отвореног карактера, али и помало својевољног, спремног да непосредно, неретко и врло експлозивно реагује на нечије поступке. Због своје самосталности и пркоса, није подносио понашање појединих професора, који су чинили омаловажавајуће и недемократске поступке према ђацима и често се противио таквим поступцима. Због својих слободних ставова брзо је дошао на удар управе школе, па је један инцидент искоришћен за његово искључење из школе. Током седмог разреда, група ученика искључена је из школе због физичког обрачуна са једним професором. Без обзира на то што није учествовао у самом инциденту, Жикица се нашао у групи ученика који су искључени из гимназије.
Иако је био одличан ђак, због искључења из школе, Жикици је било тешко да пронађе нову школу у коју би се уписао, па је на крају морао отићи у Београд, где је даље школовање наставио у Првој мушкој гимназији. Доласком у Београд, почело је његово интересовање за револуционарни покрет радника и студената, који је овде био веома активан. Након матурирања, 1932. уписао је студије књижевности на Филозофском факултету. На Универзитету се сусрео са веома организованим револуционарним студентским покретом, којим је руководила тада илегална Комунистичка партија Југославије (КПЈ). Убрзо се и сам укључио у студентски покрет, делујући у општим студентским удружењима, а посебно у стручном удружењу студената слависта Филозофског факултета. Сарађивао је и у листу „Студент”, а учествовао је и у демонстрацијама против владајућег режима.

### Политички рад
Поред активности у студентском покрету у Београду, Жикица је своју друштвену и политичку активност развијао и у родном Ваљеву. За време студентских распуста, ангажовао се у агитовању политичког програма тада илегалне Комунистичке партије Југославије. У друштву истакнутих политичких трибуна КПЈ — Драгојла Дудића, напредног земљорадника и књижевника, и Мише Пантића, лекара, учествовао је у агитацији за листу Удружене опозиције на парламентарним изборима маја 1935. године. Са групом омладинаца кришом је ноћу учествовао у растурању предизборних летака по ваљевским улицама. Након избора, на којима је опозициона листа добила 37% гласова, а свега 18% мандата, у Ваљеву је дошло до демонстрација опозиционо расположених грађана, у којима су учествовали и многи ваљевски комунисти, међу којима и Жикица. Партијска организација КПЈ у Ваљеву, пратила је његову активност и у лето 1935. га примила у чланство и укључила у организовани политички рад.
У првим годинама „Шестојануарске диктатуре” партијска организација КПЈ у Ваљеву била је разбијена, а прва обновљена ћелија КПЈ у Ваљеву формирана је у другој половини 1934. године. У току 1935, основане су још три партијске ћелије, што је створило услове да почетком 1936. дође до обнављања Месног комитета КПЈ за Ваљево, на чијем је челу био Миле Милатовић. Овај комитет деловао је поред ваљевског и на колубарском и тамнавском срезу. У циљу већег ангажовања омладине у КПЈ, у лето 1936. био је формиран марксистички кружок у коме су, поред Жикице Јовановића, деловали и Миле Милатовић и Мића Јеремић. Жикица је био прочелник марксистичког кружока који је окупљао револуционарне студенте, а касније и младе раднике. На састанцима овог кружока проучавана је марксистичка литература, чиме су се његови чланови идеолошки уздизали, али и учили политичком раду и развијању политичке свести у народу. Жикица је такође деловао и у раду ваљевског Омладинског клуба интелектуалних радника, културно-просветној организацији, која је била формирана почетком 1930-их и представљала легалну форму рада тада илегалне КПЈ и њене омладинске организације — Савеза комунистичке омладине Југославије (СКОЈ). Један од оснивача овог удружења и његов главни делатник био је ваљевски лекар Миша Пантић.
Жикица је активно радио и на повезивању револуционарних студената из Ваљева са другим револуционарним студентима Београдског универзитета. Преко Удружења студената славистике, у коме је био активан, организовао је у Ваљеву књижевно поподне на коме су читани њихови радови, као и наступ рецитаторског хора Београдског универзитета. Том приликом изведен је и позоришни комад „Мати” чехословачког књижевника Карела Чапека.
Политичко ангажовање Жикице Јовановића у Ваљеву и Београду успоравало је његове студије, а на то је утицала и његова жеља да се посвети новинарству. Сматрао је да ће му новинарство, пошто је имао дара за писање, дати могућност за његов шири јавни рад. Након краћег рада у ваљевском листу „Штампа”, постао је 1936. дописник београдског листа „Политика”. Најпре је радио у рубрици о криминалу, што је тада била честа пракса за почетнике у новинарству. Његове репортаже о преступима и преступницима убрзо су биле запажене, не само по томе што су писане књижевним језиком, већ и по начину како су поједини случајеви и личности у њима приказивани — чланке је обогаћивао карикатурама или фотографијама, које је као фото-аматер сам снимао. Пошто је у дирекцији листа Жикица био обележен као комуниста, крајем 1936. му је отказана сарадња.

### Шпански грађански рат
Након напуштања новинарства, почетком 1937. Жикица се вратио студијама и посветио превођењу текстова са енглеског језика, као и већем ангажовању у раду Народног фронта у Ваљеву. Ова организација настала је након Седмог конгреса Коминтерне, 1935. и деловала је под паролом „борбе против фашизма и рата, а за мир и демократију”. Одбор Народног фронта у Ваљеву развијао је своју политичку делатност на платформи борбе за одбрану независности земље и за савез са Совјетским Савезом, а Жикица је био активан пропагатор овог програма. У то време дошло је до распламсавања грађанског рата у Шпанији, који је отпочео јула 1936. војном побуном генерала Франциска Франка, а уз помоћ фашистичких паравојних формација из Италије и Немачке. Шпанска република тешко се борила са фашистичком побуном, па је њена Влада, састављена од социјалиста и комуниста, септембра исте године позвала све антифашисте да се у редовима Интернационалних бригада придруже шпанском народу у борби против фашизма. Новембра 1936. у листу „Пролетер“ био је објављен чланак Јосипа Броза Тита, у коме је он у име Централног комитета КП Југославије позвао све комунисте и антифашисте да се укључе у одбрану Шпанске републике.
Пратећи догађаје у Шпанији, код њега се јавила велика жеља да се као добровољац прикључи Интернационалним бригадама и бори против фашизма. Пред само полагање дипломског испита, почетком 1938. Жикица Јовановић отишао је у Шпанију. Пошто је одлазак у Шпанију био забрањен, он је под изговором да одлази у Париз да учи француски језик отпутовао из земље. Након тога се из Француске, преко Пиринеја илегално пребацио у Шпанију. У Шпанију је отишао упркос негодовању ваљевске партијске организације КПЈ, која је сматрала да не треба да иде у рат јер је био кратковид и није служио војну обавезу, нити прошао војну обуку на којој би стекао знања неопходна за ратовање. Приликом одласка у Француску, Жикица својим родитељима није саопштио праву намеру путовања, већ им се само јавио разгледницом по доласку на југ Француске.
У Шпанији, Жикица Јовановић се борио у југословенској чети батаљона „Дивизионарио”, који је био у саставу 45. дивизије Републиканске армије. Учествовао је у борбама на више фронтова — арагонском фронту и у Тортози, као и на положајима према граду Гандеси, а током Битке на Ебру 1938. био је рањен приликом експлозије гранате. Налазио се у дивизијској извиђачкој групи, која је извела неколико ратних подвига. Када су марта 1939. снаге под командом генерала Франка заузеле Мадрид, то је означило крај грађанског рата, па су борци Интернационалних бригада тада прешли у Француску, где су одмах били смештени у сабирне логоре — Сен Сепријен и Аржелс. Након три месеца, били су пребачени у новоподигнути логор „Гирс“, који се налазио на путу између места По и Бајон. У овом логору налазило се око 300 југословенских добровољаца, којима власти Краљевине Југославије нису дозволиле повратак у земљу, па су били приморани да остану у логору.
Септембра 1940. успео је да се врати у Југославију. Заједно са још шесторицом шпанских добровољаца, са лажним исправама на име једног студента медицине, успео је да бродом стигне у Сплит и одатле се пребацио у родно Ваљево. Ипак, његов повратак у земљу, није прошао неопажено од стране полиције. Одељење за државну заштиту Министарства унутрашњих послова издало је за њим потерницу. У потерници, која је упућена Банској власти Бановине Хрватске од Редарственог равнатељства у Загребу тражено је да седморицу шпанских добровољаца ухапси и приведе у Логор у Билећи.
Жикица је у предратном периоду писао неколико мањих прича, што су били само његови књижевни покушаји. Током ратовања у Шпанији, а затим посебно током боравка у логору у Француској писао је доста. Његова сећања на догађаје у Шпанији, као и догађаје добровољаца у логору нису сачувана. На повратку у земљу, приликом силаска са брода у Сплиту, како би их сачувао од полиције, своје записе и карикатуре предао је једном другу са молбом да му их пошаље поштом у Ваљево. Даља судбина тог друга, као и предатих рукописа остала је непозната. Такође, један део рукописа и цртежа ставио је у лимену кутију и 1941. пре одласка у партизане закопао у башти родитељске куће. Међутим, након рата, ова кутија није пронађена. Из Шпаније, а и касније из логора у Француској често је писао родитељима у Ваљеву, а најчешће мајци:

### Револуционарни рад
По повратку у Ваљево Жикица Јовановић се добровољно пријавио Среском начелству, јер се знало да је учествовао у Шпанском грађанском рату. Захваљујући утицају његовог оца Милана, који је био угледни трговац у Ваљеву, није био ухапшен и упућен у Логор у Билећи, који је убрзо потом новембра 1940. распуштен. Извесно време провео је у затвору Управе града Београда познатом као „Главњача”, али је почетком новембра враћен у место рођења на „принудни боравак под надзором власти”. Још по повратку у земљу Жикица се повезао са партијском организацијом, али пошто се као шпански добровољац налазио под ударом режима није могао активно учествовати у партијском и револуционарном раду.
Крајем 1940. Други светски рат трајао је већ годину дана, а водеће фашистичке силе — Немачка и Италија — окупирале су највећи део Европе. Због пронемачке политике коју је водила Влада Цветковић-Мачек, као и претходна Влада Милана Стојадиновића, у Краљевини Југославији владало је велико нерасположење међу антифашистичким и демократским снагама и расло антиратно расположење. У исто време власт се обрачунавала са револуционарним радничким покретом, што је крајем децембра 1940. резултирало забраном Уједињених радничких синдиката, као и хапшењем истакнутих синдикалних првака и комуниста.
У циљу јачања антифашистичког расположења, Жикица је у договору са партијском организацијом, на скуповима радника и омладинаца Ваљева причао о свом учешћу у Шпанском грађанском рату и истицао да то није била само борба за демократски поредак и слободу шпанског народа, већ и борба против међународног фашизма. На великом скупу чланова КПЈ и СКОЈ, чланова Синдиката, припадника радничке и средњошколске омладине на Манделића шанцу, који је организовала ваљевска партијска организација, поред Филипа Кљајића Фиће, секретара Окружног комитета КПЈ за Ваљево говорио је и Жикица Јовановић.
На вест о приступању Краљевине Југославије Тројном пакту, 25. марта 1941. у Ваљеву су избиле демонстрације ученика Државне трговачке академије, а током вечери су им се придружили радници и грађани Ваљева, њих око 1.000. Сутрадан, 26. марта демонстрантима су се прикључили радници фабрике „Висад”, а у току дана дошло је до сукоба демонстраната са жандармима. Када је 27. марта објављено да је извршен војни пуч и збачена Влада, демонстрације су прерасле у масовне манифестације подршке пучу, у којима је учествовало око 8.000 људи. У овим манифестацијама активно су учествовали чланови КПЈ и СКОЈ-а, а посебно омладинци предвођени секретаром Окружног комитета СКОЈ-а за Ваљево Миливојем Радосављевићем. Током мартовских догађаја, Жикица је по први пут наступао у јавности када је на старом Баирском гробљу, на месту где се данас налази Споменик борцима Револуције, одржано више састанака на којима је учествовало око 200 људи којима је говорио о борби против фашизма.
Убрзо након војног пуча објављена је општа мобилизација, али пошто није служио војни рок у Југословенској војсци, Жикица није мобилисан и поред тога што је имао велико војно искуство из Шпанског грађанског рата. Након напада Сила Осовине на Југославију, априла 1941. Жикица се добровољно пријавио да иде на фронт, али је, због брзог слома Југословенске војске током Априлског рата, окупацију земље дочекао у Ваљеву.

### Формирање Рађевачке чете
Пошто је код власти, али и у јавности био познат као комуниста и шпански добровољац, Жикица Јовановић је прве месеце окупације провео повучен у својој породичној кући. Одржавао је везе са ваљевском партијском организацијом и пратио ратне догађаје у свету. Одмах по добијању вести о нападу на Совјетски Савез, 22. јуна 1941, Жикица је у страху да ће бити ухапшен напустио Ваљево и отишао у село Осладић, код пријатеља Тиће Милосављевића. Овде га је убрзо потом затекла одлука Окружног комитета КПЈ за Ваљево да се формира Ваљевски партизански одред, која је донета на седници Окружног комитета у селу Златарићу 25. јуна 1941. године.
На првој седници Штаба Ваљевског партизанског одреда одржаној 28. јуна 1941. у селу Бујачићу, којој је присуствовао и члан Главног штаба НОП одреда Србије Филип Кљајић Фића, донета је одлука о командном кадру чета. Између осталог, за командира Рађевске партизанске чете именован је Никола Андрић, подофицир Југословенске војске, а за политичког комесара Жикица Јовановић Шпанац. Терен на коме је било предвиђено деловање ове чете обухватао је територију азбуковачког, рађевског и део подгорског среза. Након добијања директиве, Жикица се повезао са доктором Мишом Пантићем, са којим је ноћу обилазио околна села, где су сељацима објашњавали политичку ситуацију и упозоравали их да не предају оружје које је остало након капитулације Југословенске војске, јер ће им ускоро затребати, док су чланове КПЈ обавештавали да су постали борци партизанске чете.
Штаб Рађевске партизанске чете формиран је 2. јула 1941. у селу Осладићу, а сутрадан, 3. јула у згради основне школе у селу Гуњацима одржан је партијски састанак коме су присуствовали чланови КПЈ из Пецке, Гуњака и Бастава. Овај састанак водили су др Миша Пантић и Жикица Јовановић, који окупљенима саопштили одлуку Окружног комитета о формирању партизанске чете. Након тога, чета је имала осам бораца, наоружаних са пет пушака, једним неисправним пушкомитраљезом, два револвера и неколико бомби. За командира чете именован је Никола Андрић, који због болести није могао да ступи на дужност, па је Жикица привремено вршио дужност и командира и политичког комесара чете, док је нешто касније за командира чете постављен Милош Дудић.
Након напада на Совјетски Савез, 22. јуна 1941. окупатор је отпочео хапшење свих регистрованих комуниста и њихових симпатизера. Пошто је Жикица из предострожности напустио Ваљево и прешао у илегалу, сутрадан, када је полиција дошла да га ухапси није га затекла кући па је сматрајући да је бегунац ухапсила чланове његове породице и неколико дана их задржала у притвору. Иначе, још у току Априлског рата, Жикицин брат Драгољуб, као официр Југословенске војске одведен је у заробљеништво. Након формирања партизанске чете, Жикица је преко једне девојке послао поруку мајци да му пошаље пиштољ, двоглед и мапу, које је након повратка из Шпанског грађанског рата закопао у дворишту куће. Његова мајка Олга била је једина особа која је знала за место у алеји са цвећем на коме су закопане ове ствари. Како би сину што сигурније послала тражене ствари и како девојку, која је требало да му их однесе, не би довела у опасност, она је мапу ставила у један немачки модни журнал, док је пиштољ и двоглед ставила у издубљену бундеву и све заједно спаковала у корпу са поврћем.

### Акција у Белој Цркви
Штаб Рађевачке партизанске чете, који су, поред Жикице, сачињавали Миша Пантић и учитељ Чеда Милосављевић, донео је одлуку да традиционални ивањдански народни сабор у селу Белој Цркви, код Крупња искористи за одржавање збора. У току ноћи они су пошли у правцу Беле Цркве и у зору 7. јула 1941. стигли пред село. Чета се сместила у шуми званој Слаовина, а Миша Пантић је отишао до куће студента права Владана Бојанића, секретара новоформиране партијске ћелије у селу и с њим се договорио око одржавања скупа. Док је чета чекала у шуми, чланови и симпатизери КПЈ су људима по селу објавили да ће се на сабору одржати збор коме треба да присуствују и да ће на збору говорити људи који су отпочели оружану борбу против окупатора.
Око четири сата поподне, на месту где се одржавао народни сабор и налазила велика маса народа, појавили су се борци Рађевачке чете. Напред је ишао Жикица, с качкетом на глави, без икаквих обележја и са пиштољем о појасу. Њихову појаву народ је поздравио са радошћу и пошао им у сусрет. Народ је тада међу њима препознао доктора Мишу Пантића, за кога се прочуло да је изашао из Ваљева и да припрема оружану борбу. Са степеница кафане која се ту налазила, окупљеном народу су се обратили Миша Пантић, Чеда Милосављевић и Жикица Јовановић. Они су говорили о срамној капитулацији, о окупацији земље и режиму терора и експлоатације, о домаћим издајницима који помажу окупаторе, о Совјетском Савезу и снази Црвене армије, а подсетили су присутне и на борбене традиције овог краја, на Цер, Мачков камен и Гучево и позвали их да ступе у партизанске редове. Одмах по завршеном збору, неколико младића одлучило је да им се придружи. Након пријема нових бораца, Рађевска чета се упутила у правцу шуме одакле је дошла.
Убрзо по одласку партизана, у село је стигла жандармеријска патрола, која је у међувремену била обавештена о доласку „наоружаних комуниста”. У патроли су били наредник Богдан Лончар и каплар Миленко Браковић, који су почели да растерују окупљени народ кућама. Студент Владан Бојанић, који је остао у селу, тада је пошао за партизанима и испричао им о доласку жандарма, па је Жикица Јовановић донео одлуку да се врате и разоружају их. Прилазећи месту где је био одржан збор, они су видели гужву коју су изазвали жандарми. Борци су тада заузели заклон, а Жикица је продужио преко чистине према жандармима и маси људи. За њиме су ишла тројица партизана. Када им се приближио на петнаестак метара, неко од окупљених је жандармима викнуо да су стигли партизани, на шта су се они окренули и са упереним оружјем повикали Жикици да се преда, на шта им је он одговорио да они предају оружје. Један од жандарма тада је пуцао на Жикицу, али га није погодио, на шта је он готово истовремено одговорио пуцњима из револвера марке „Штајер”. Један жандарм је одмах смртно погођен пао на земљу, док је други пуцао, али је и он убрзо пао погођен. У истом тренутку, на жандарме је пуцао и један од партизана из Жикицине пратње.
Након пуцњаве Жикица је пришао до убијених жандарма и узео њихове пушке, први ратни плен партизана Рађевачке чете, које су припале новим борцима који су тог дана ступили у чету. Окупљеним сељацима, који су били изненађени брзином збивања и неочекиваним обртом ситуације, Жикица је рекао — „Овако ће проћи сви они који буду служили окупатору”. Након акције, у чету је ступио и Владан Бојанић, пошто више није могао остати у селу. Чета се потом упутила ка висоравни под Петровом стеном, где је заноћила у колибама, а сутрадан се пребацила на Рожањ, на Соколској планини.
Акција изведена на ивандањском вашару у Белој Цркви, брзо је одјекнула Рађевином и целим ваљевским крајем. Данима се препричавало о појави партизана и њиховом обрачуну са жандармима. Народ је испредао разне приче, које су најчешће биле преувеличане, али је и сама квислиншка штампа из Београда пишући о овом догађају као о „почетку комунистичких нереда у Србији” ширила вест о појави партизана. Одмах након ослобођења Југославије и завршетка Народноослободилачког рата, Народна скупштина Србије је 27. јуна 1945. донела одлуку о проглашењу 7. јула за празник — Дан устанка народа Србије.

### Устаничке борбе
Након акције у Белој Цркви, Рађевачка партизанска чета патролирала је по селима око Рожња, где је прикупљала оружје и примала нове борце. Део бораца се потом преко Медведника пребацио на вис Торничку Бобију, где је изнад села Горња Оровица организован четни логор у коме су провели неколико дана вршећи ратну обуку, пошто одређени део бораца није имао никаквог војног искуства. Након напуштања логора, чета која је тада бројала 35 бораца, 19. јула 1941. је подељена у три колоне извршила напад на Пецку. Пре напада Жикица Јовановић је командиру жандармеријске станице упутио писмени захтев за предају, који је одбијен, а жандарми су пружали отпор, све док командир жандармеријске станице није био рањен, након чега су се предали. Партизани су тада запленили 10 пушака и доста муниције. У згради сеоске општине покупљени су сви војни и други важнији спискови, а у пошти искидане телефонске линије и демолирана телефонска централа. Старешина среске испоставе Лазар Богићевић је ухваћен и код њега су пронађени спискови са именима лица које је као непоуздане требало похапсити. Након акције, партизани, којима се придружило неколико момака из Пецке, пошли су ка селу Драгодолу, а са собом су понели рањеног жандармеријског наредника и шефа среске испоставе Богићевића. Након указане медицинске помоћи, жандармеријски наредник је пуштен, док је Богићевић због издајничког рада осуђен на смрт и стрељан.
Из Драгодола, Рађевачка чета се упутила у село Осладић, где је борце чете посетио Здравко Јовановић, командант Ваљевског партизанског одреда, који им је саопштио одлуку Штаба Одреда да је за командира њихове чете одређен Милош Дудић. Након тога, Штаб чете је, заједно са Здравком Јовановићем, разрадио план напада на Ваљевску Каменицу, седиште подгорског среза, који је извршен у ноћи 20/21. јула 1941. под командом новог командира чете Мише Дудића. Партизани су најпре пресецањем телефонских линија прекинули везе, а потом жандармима упутили захтев да се предају. Пошто је захтев одбијен, дошло је до сукоба у коме су рањена два жандарма, након чега су се остали предали. Том приликом заплењено је више пушака и сандука муниције, као и друге војне опреме. После ове акције, Рађевачка чета се пребацила на планину Влашић, на територију села Горње Црниљево, да би се одморила. Након напада партизана на Пецку и Ваљевску Каменицу, окупаторске власти су појачале гарнизоне и жандармеријске станице у овим и околним местима. Немци су одредили своје јединице, припремљене за лаке оперативне покрете, стациониране на територији Рађевине и Азбуковице, а немачки гарнизон у Крупњу је повећан са 40 на 250 војника. У руднику Столице и селу Бела Црква такође су били смештени водови Немаца од по 40 војника.
У четном логору на Милетиној коси Рађевачка чета била је подељена на четири десетине, а борци су радили војне вежбе и слушали политичка предавања. Крајем јула у четни логор су у пратњи Здравка Јовановића, команданта Ваљевског одреда, дошли Филип Кљајић Фића и Родољуб Чолаковић, чланови Главног штаба НОП одреда Србије, који су неколико дана боравили на територији Ваљевског партизанског одреда. Са руководством Рађевачке чете они су сумирали дотадашњи рад, а 5. августа 1941. борци чета су пред њима положили партизанску заклетву. Крајем јула и почетком августа 1941. десетине Рађевачке чете обилазиле су села и уништавале општинске архиве у селима Грачаница и Постење у азбуковачком срезу, у Ставама и Белотићу у рађевском срезу и у Остружњу и Лопатњу у подгорском срезу. Пошто су појединци почели да врше пропаганду против Народноослободилачког покрета (НОП) њима су биле упућене опомене, а они који су наставили са оваквим деловањем су похватани и стрељани. Стрељана су двојица председника општина у рађевском и један у азбуковачком срезу. Стрељан је и један жандармеријски курир који је био упућен из Ваљева да испита партизанске снаге на терену, као и један издајник из села Гуњака који је ступио у партизане по упутству жандармеријске станице из Љубовије, а према плану Немаца. На смрт је осуђен и један сељак који је као партизан пљачкао и терорисао становништво. Такође, ухваћена је и стрељана у близини Пецке група од шест наоружаних пљачкаша, који су били познати крадљивци још пре рата. Након њихове ликвидације, углед партизана у Рађевини, Азбуковици и Подгорини је још више порастао, јер су се они тиме афирмисали не само као борци против окупатора и његових слугу, већ и као заштитници народа.
До половине августа 1941. Рађевачка партизанска чета нарасла је на преко 150 наоружаних бораца и контролисала је територију рађевског, азбуковачког и подгорског среза, изузев у седиштима срезова. Једна десетина ове чете је 11. августа делимично порушила мост на реци Ликорди и срушила телефонске жице на путу Крупањ—Завлака, што је узнемирило Немце у Крупњу. Пар дана касније, 15. августа, један вод са око 30 бораца дошао је у село Ставе, на путу Пецка—Ваљево, да спали општинску архиву, а било је планирано и одржавање народног збора. Након паљења архиве, око 80 жандарма дошло је у село и отпочела је борба у којој је погинуо командир вода Никола Кончар, рудар родом из Лике, који је био прва жртва Рађевачке партизанске чете. Дана 17. августа 1941. Жикица Јовановић Шпанац се поново нашао у Белој Цркви. Он је са водом од 26 бораца извршио напад на немачку посаду, која је имала 40 војника. Након вишечасовне борбе Немци су били натерани на повлачење. У току борбе убијено је 12 Немаца, међу којима и један нижи официр, а заплењена је и већа количина наоружања и војне опреме — 27 пушака, један пушкомитраљез, конзервирана храна, одећа, обућа и др. Сав заплењени материјал однет је у четни логор на Милетиној коси.
Неколико дана касније, 20. августа 1941, група од 20 бораца Рађевачке чете под Жикицином комадом направила је у близини Осечине заседу немачкој колони камиона, којима је превожена руда антимона из рудника Столице. Када су на челу колоне теретних камиона наишла два немачка мотоциклиста и два пуна аутомобила наоружаних Немаца, који су били спроводници транспорта до ваљевске железничке станице, партизани су их изненада напали и збуњене десетковали. Овај догађај записао је и у свом „Дневнику 1941.” Драгојло Дудић, наводећи на дан 26. августа — „Курир из Ваљева јавља да је наша Азбуковачка чета имала сукобе с Немцима на путу Ваљево—Лозница и да су два камиона мртвих Немаца дотерана у Ваљево из Подгорине”. Прве устаничке борбе и њихови успеси имали су дубоког одјека, не само у ваљевском крају, већ и у читавој западној Србији, као и у другим деловима Србије и у источној Босни. Поверење народа према борцима је расло, након чега је почело масовно помагање устаничких јединица. Сељаци су им доносили храну и одећу, обавештавали их о кретању непријатеља и о њиховим замкама.

### Стварање слободне територије
У селу Робаје, код Мионице 21. августа 1941. одржан је састанак чланова Штаба Ваљевског партизанског одреда са члановима Главног штаба НОП одреда Србије Филипом Кљајићем и Родољубом Чолаковићем и инструктором Покрајинског комитета КПЈ за Србију Милошем Минићем на коме је донет план о завршним борбама за ослобођење територије ваљевског округа, с тим да најпре треба да буду ослобођене територије Рађевине, Азбуковице и Подгорине. Пошто су у претходном периоду партизани Рађевачке чете овладали овом територијом, било је потребно уништити упоришта Немаца у руднику Столице и Крупњу, који је био средиште рађевског среза. Задатак за заузимање рудника Столице припао је борцима Рађевачке чете. Овај рудник Немцима је био важан за ратну индустрију, јер су из њега експлоатисали антимон, руду значајну за израду авиона (осим у Столицама, Немци су у читавој окупираној Европи антимон експлоатисали још само у једном руднику).
Немци су у руднику имали посаду од 38 војника, а око рудника изграђен је јак систем одбране, који су чинила утврђења и бункери. Напад је извршен по кишној ноћи између 1. и 2. септембра 1941. и у њему је учествовало око 60 бораца из Рађевачке чете и једна група бораца из Колубарске чете, а нападом је руководио Жикица Јовановић Шпанац. Захваљујући мрачној ноћи и невремену, борци су успели да приђу до објеката немачке одбране. Једна група пришла је до барака у којима се налазила главнина немачке посаде, а напад је отпочео бацањем бомби на бункер и јуришем на бараке. Бомбаши су брзо успели да униште митраљеска гнезда и ликвидирају посаду бункера, у којој су се налазила петорица немачких војника, али је немачка главнина у баракама, након краткотрајног изненађења, пружила жесток отпор. Избацивали су светлеће ракете које су осветљавале читаву околину, што је приморало партизанске бомбаше да се повуку. Под заштитом јаке митраљеске ватре, Немци су успели да одступе из рудника и повуку се ка Крупњу. У борби је погинуло осам немачких војника, а заробљено је њих десет, заједно са рањеним командантом посаде рудника и једним нижим официром. Такође, била је заплењена и већа количина наоружања и друге војне опреме, као и један путнички аутомобил.
Сутрадан након ослобођења рудника Столице, 2. септембра 1941. отпочеле су борбе за ослобођење Крупња, где се налазио немачки гарнизон јачине око 300 војника. Овај напад организован је у сарадњи са војно-четничким одредима попа Владе Зечевића и поручника Ратка Мартиновића, а партизанским снагама командовао је потпоручник Милош Дудић, командир Рађевачке партизанске чете. Напад је почео у току ноћи концентричним нападом устаника, али пошто су напад очекивали, Немци су били припремљени за одбрану и утврдили су се у згради болнице и у зградама топионице антимона. Из ових објеката они су унакрсном митраљеском ватром бранили прилазе зградама у којима су се налазили. До јутра 3. септембра партизанско-четнике снаге су успеле да уђу у Крупањ, али нису успели да савладају немачка упоришта.
Пошто се болница налазила на месту погодном за одбрану, њој се преко дана није могло прићи, па се за следећи напад чекала ноћ. У току дана немачко-усташка авијација је са шест авиона бомбардовала Крупањ и околна места, а из Ваљева је била упућена једна немачка јединица, али је она код села Завлаке заустављена од стране четничко-партизанских снага и натерана на повлачење ка Ваљеву. У току следеће ноћи обновљени су напади бомбаша на болницу, али су одбијени жестоким отпором. У зору је отпочео нови ваздушни напад на Крупањ, а посебно на устаничке положаје. У току бомбардовања, немачке снаге су у неколико колона напуштале болницу, крећући се ка селу Завлака, где су упале у партизанско-четничку заседу. У борбама је заробљено 108 немачких војника, међу којима око 30 рањеника. Мањи део, њих око 60 успео је да се провуче између устаничких положаја и да стигне до Ваљева, док се једна група Немаца, након наиласка на заседу растурила по околини. Заједнички партизанско-четнички Штаб донео је одлуку да се формира гонећи одред са задатком да похвата разбежане немачке војнике. Команда над овом потерном јединицом била је поверена Жикици Јовановићу Шпанцу и она је на простору до Осечине и Комирића успела да ухвати 18 Немаца, који су у бекству бацали оружје и униформу са циљем да стигну до Ваљева.
Ослобођењем Крупња био је утврђен центар прве слободне територије у западној Србији, а истовремено и на територији читаве Србије. Овде је након напуштања окупираног Београда, 22. септембра, дошао командант Главног штаба НОПОЈ и генерални секретар КПЈ Јосип Броз Тито. Ту је први пут видео заробљене немачке војнике, који су уједно били и једини немачки заробљеници у читавој Европи. Након доласка у Крупањ, Тито се у Столицама сусрео са осталим члановима Главног штаба НОП одреда Југославије, који су после њега напустили Београд. Након неколико дана, у Столицама је одржано војно-политичко саветовање на коме су анализирана дотадашња искуства, размотрена питања даље ослободилачке борбе и донете одлуке за учвршћење и развијање даље борбе.

### На челу Колубарског батаљона
Још у току борби за Крупањ устаничким снагама пристигла је група од око 400 добровољаца из Пецке и околине, а мање групе су долазиле из свих крајева ваљевског округа. Након ослобођења, на окупу се нашла маса од скоро 1.000 људи који су желели да се прикључе борби. За Рађевачку партизанску чету, која је до тада имала око 350 бораца, ово је било троструко повећање, па је Штаб Ваљевског партизанског одреда донео одлуку да се дотадашње чете преформирају у батаљоне. Први формирани батаљон био је Рађевачки партизански батаљон, чије је формирање спроведено од 4. до 7. септембра. Уместо шест водова дотадашње чете, формирано је десет чета новог батаљона, од којих је свака имала око 100 бораца. Командни састав батаљона остао је исти — командант Милош Дудић, политички комесар Жикица Јовановић Шпанац и заменик политичког комесара Чеда Милосављевић, партијски руководилац ове војне јединице.
Након ослобођења Љига, 10. септембра 1941, који је извршила Колубарска партизанска чета, дошло је до прилива нових бораца па је донета одлука о формирању Колубарског батаљона. Пошто је у борбама у Љигу тешко рањен командир Колубарске чете Радивоје Јовановић Брадоња, приликом формирања батаљона, за његовог команданта именован је Жикица Јовановић Шпанац, док је за заменика команданта именован подофицир Драган Татовић, а за политичког комесара Стеван Марковић Сингер. Колубарски партизански батаљон имао је тада шест чета. Одмах након ослобођења Крупња, Штаб Ваљевског партизанског одреда наредио је блокаду Ваљева. Прве припреме за ову операцију извели су борци Рађевачког партизанског батаљона, који су учествовали у ослобођењу Крупња. Они су запосели све путеве који су водили ка Ваљеву, а потом су им се прикључиле три чете Колубарског и делови Подгорског батаљона па је потпуна блокада Ваљева спроведена између 15. и 18. септембра 1941. године. Осим партизана, у блокади Ваљева учествовали су и подрински четници Драже Михаиловића.
Под Жикицином командом борци Колубарског батаљона запосели су путеве који од Ваљева воде ка Ужицу, Мионици и Београду. Немци су скоро свакодневно покушавали да са мањим снагама разбију блокаду града, а из артиљеријских оружја су снажно тукли свуда где би утврдили да се налазе партизански положаји. Дана 21. септембра 1941. покушали су са четири тенка и 400 војника да продру путем ка Ужицу, али су јаком одбраном бораца Колубарског батаљона били приморани на повлачење. Истог дана 125. пешадијски пук је након петодневних борби са борцима Посавског партизанског одреда успео да пробије блокаду у уђе у Ваљево, као помоћ окруженим јединицама. Након добијања појачања Немци су током 25. и 26. септембра покушали велики продор, уз помоћ артиљерије и тенкова, али нису успели да пробију блокаду.
Борбе око Ваљева вођене су свакодневно, а посебно су интензивиране биле крајем октобра, након што је немачка 342. пешадијска дивизија успела да заузме Крупањ и 25. октобра продре до Ваљева. У овом периоду, веће борбе на сектору Колубарског батаљона вођене су 30. октобра 1941, када су уз помоћ бораца из Ужичког партизанског одреда успели да спрече покушај делова немачке 342. пешадијске дивизије да се из Ваљева пробију ка Косјерићу и Ужицу и том приликом су уништена два тенка. Блокада Ваљева трајала је све до краја новембра 1941, када су Немци успели да потисну ослабљене снаге Ваљевског одреда и разбију обруч. Овом је претходио почетак партизанско-четничког сукоба у Србији и повлачење јединица четника Драже Михаиловића из блокаде Ваљева након тога. Немачка 342. дивизија је 25. новембра 1941. јаким снагама кренула путем Ваљево—Косјерић, где се код Букова сукобила са пет чета Колубарског одреда које су успеле да је привремено зауставе. Уз подршку авијације и тенкова, 27. новембра 1941. немачке снаге су успеле да сломе отпор делова Ваљевског, Другог шумадијског и Ужичког партизанског одреда. Истовремено, други део немачке 342. дивизије такође је јаким снагама успео да савлада делове Ваљевског, Ужичког и Посавског партизанског одреда и заузме Љубовију.

### Након слома устанка
Тешке борбе вођене са немачком 342. пешадијском дивизијом приликом деблокаде Ваљева, биле су део шире окупаторске замисли да уништи устаничке снаге у западној и централној Србији, познате као Прва непријатељска офанзива. Истовремено са офанзивом код Ваљева, јаке окупаторско-квислиншке снаге су успеле да савладају отпор других партизанских одреда и заузму ослобођену територију, са центром у Ужицу, у које су ушли 29. новембра 1941. године. Према замисли Врховног штаба, главнина партизанских одреда требало је да се повуче ка Санџаку, преко реке Лим, у италијанску окупациону зону, коју није захватила офанзива. Након продора немачких снага преко линије Ваљево—Лозница према Ужицу, снаге Ваљевског и Подринског партизанског одреда остале су одсечене од главнине снага, које су се повлачиле ка Санџаку. Јединице Колубарског партизанског батаљона су се током завршнице непријатељске офанзиве сконцентрисале на Калуђерским барама на Тари. У селу Драгодолу, код Пецке, 4. децембра 1941. било је одржано саветовање руководилаца партизанских одреда, који су остали у западној Србији са инструкторима Покрајинског комитета КПЈ за Ваљево и Шабац Милошем Минићем и Милетом Ивковићем. Тада је одлучено да преостале јединице наставе са герилским ратовањем. Неколико дана касније у Штаб Ваљевског одреда дошао је Мирко Томић, члан Главног штаба НОП одреда Србије, који је инсистирао да се сви одреди упуте на своју територију и да тамо наставе са деловањем.
Након завршене офанзиве, окупаторске снаге отпочеле су са акцијом чишћења терена западне Србије од заосталих партизанских снага. У овоме су имали знатну подршку одреда српске жандармерије, као и четничких снага — Тамнавског четничког одреда војводе Будимира Босиљчића, Колубарског четничког одреда војводе Јована Шкавe и Ваљевског четничког одреда војводе Милорада Радића Пинде. Услед веома хладне зиме, са високим снеговима и ниским температурама, они су брзо успели да униште преостале партизанске одреде и групе. Најпре је страдао Подрински партизански одред, који је 16. децембра 1941. кренуо у Поцерину и Мачву. Потом је страдао Рачански батаљон Ужичког одреда, који је кренуо на територију рачанског среза, као и Тамнавски батаљон који је кренуо у Подгорину и Тамнаву. Колубарски партизански батаљон се за то време вратио на територију ваљевског округа и задржао се на простору Поћута—Лесковице—Сушица. Тада је извршена реорганизација батаљона, чије је бројно стање било смањено губицима у борбама током децембра, као и појавама дезертерства, услед деморалисаности. Батаљон је тада имао пет чета са око 400 бораца, патролирао је на терену појединих села и контролисао пут Ваљево—Ужице, имајући неколико мањих сукоба са непријатељем. Приликом реорганизације извршена је и измена командног кадра, па је за команданта био постављен Милош Дудић, дотадашњи командант Рађевачког батаљона, а политички комесар био је Жикица Јовановић Шпанац.
На слободној територији, у селима око Пецке, Драгодола и Скадра, ваљевски партизани организовали су свечани дочек Нове 1942. године, којој су присуствовали и остаци Подринског партизанског одреда преформирани у Мачванску чету. Након дочека, по наређењу Штаба Ваљевског одреда, батаљони су упућени на терен ваљевског округа, са задатком да обилазе партијска и партизанска упоришта. Колубарски батаљон кренуо је из села Лесковице правцем Бачевци—Пријездић—Мратишић—Буковац. Батаљон подељен у две групе, обишао је већину колубарских села и 19. јануара вратио се у Лесковицу. Током обиласка терена, батаљон је имао неколико мањих сукоба са четницима. Истог дана, четници су у Мравињацима извршили напад на Мачванску чету, па су колубарске чете послате у помоћ, како би зауставиле четнички напад. Сутрадан, 20. јануара 1942, извршен је главни окупаторски напад на партизане, који је одбијен, па су се Немци повукли ка Ваљеву, а у борби је страдао и командант ове операције.
Средином јануара, од Колубарског партизанског батаљона и Друге чете из Ужичког одреда формиран је Сувоборски партизански одред са око 250 бораца. Команди састав одреда остао је исти као командни састав батаљона — командант Милош Дудић и политички комесар Жикица Јовановић Шпанац. Након четничко-немачког напада, четници су свакодневно нападали партизанске снаге, али су и ти напади одбијани. У веома тешким условима, партизанске снаге су се свакодневно умањивале, а борбу је пратила и несташица муниције, одеће и обуће. Нови немачки напад, у садејству са недићевцима и четницима, извршен је 27. јануара 1942. године код Сушице. И овај напад одбијен је и непријатељу су поново нанети губици.
Након борбе у Сушицама, одржано је 29. јануара 1942. саветовање војних и политичких руководилаца Ваљевског партизанског одреда, у присуству Мирка Томића, члана Главног штаба НОПО Србије. Разматрана је ситуација у којој се налазио Ваљевски одред, а услед концентрације јаких непријатељских снага усмерених на преосталу слободну територију, као и принуде да се прими фронтални начин борбе, одлучено је да се слободна територија напусти и да се пређе на герилско ратовање, као и да се до пролећа, због недостатка муниције избегавају сукоби са јачим непријатељским снагама. Потом је одржано саветовање са представницима шумадијских и космајских чета, које су доспеле до слободне територије Ваљевског одреда. На овом саветовању решено је да се формира Команда групе одреда западне Србије, која је обухватала команду над Ваљевским партизанским одредом са око 350 бораца, Сувоборским партизанским одредом са око 250 бораца, Посавотамнавским партизанским одредом са око 150 бораца и Космајским партизанским одредом са око 150 бораца. Команду Групе одреда чинили су — командант Радивоје Јовановић Брадоња, политички комесар Миле Милатовић и члан Штаба Жикица Јовановић Шпанац. Избором у Команду групе одреда, Жикицу је на месту политичког комесара Сувоборског одреда заменио Андра Савчић.
Крајем јануара 1942, након саветовања у Сушицама одреди су се упутили према територијама које су им биле одређене за дејства — Ваљевски одред на терен Рађевине и Подгорине, Сувоборски и Космајски одред у простор Колубаре, а Посавотамнавски одред у Тамнаву, али пошто су наишли на врло јаке окупаторско-квислиншке снаге, морали су да се врате на полазне положаје. Након тога се поставило питање напуштања ове територије, а постојала су два предлога — за прелазак у Босну и прикључење јединицама под командом Врховног штаба или за одлазак у Топлицу и Јабланицу и повезивање са партизанима јужне Србије. Мирко Томић, члан Главног штаба НОПО Србије, као и чланови Команде групе одреда сматрали су да не треба напуштати Србију и да треба отићи у Топлицу. Како би се решило ово питање, у селу Крчмару је 7. фебруара 1942. одржано ново војно-политичко саветовање на коме је одлучено да се пробијање непријатељског обруча око слободне територије изврши јединственом операцијом свих снага, али да се потом даље кретање предузме у две колоне. Колона у којој се налазио Сувоборски партизански одред, са три чете Космајског одреда, код села Робаје сукобила се са четницима и Немцима, али је успела да се пробије до села Крчмар и одатле дође до Равне горе, водећи сталне борбе са четницима. Партизанске снаге које су дошле на терен северно од Ужица и Чачка нису дошле у додир с партизанским јединицама за које се претпостављало да ту постоје, јер су преостале снаге Ужичког и Чачанског партизанског одреда, које се нису повукле у Санџак, биле уништене. Пошто се на овом подручју није могло доћи ни до оружја ни до муниције показало се да је немогуће пребацивање у Топлицу, како је предвиђала Команда групе одреда.
Јаке немачке снаге, уз помоћ четника и припадника Српског добровољачког корпуса, са јаком техником запоселе су комуникације између Чачка и Ужица, па је Команда групе одреда наредила партизанским одредима да покушају да се преко Западне Мораве пребаце на ранији терен у ваљевском крају, с тим што ће се концентрисати на падинама Маљена. Доласком под Маљен, војно-политички руководиоци одреда су 13. фебруара 1942. одржали саветовања. Пошто су јединице оскудевале у оружју, муницији и храни и биле исцрпљене и десетковане, водећи свакодневне крваве борбе под најтежим временским приликама, уз сагласност Мирка Томића донета је одлука да се партизански одреди поново раздвоје — Сувоборском одреду је одређено да дејствује у Колубари и подручју Сувобора, Маљена и Повлена; Ваљевском одреду је одређено да оперише у простору Јабланика, Медведника и Цера, као и целим подручјем Рађевине и Подгорине; Посавотамнавском одреду је било одређено да се са три чете Космајског одреда пребаци на простор Космаја.
Да је ова одлука била погрешна, увидело се убрзо. Посавотамнавски одред и космајске чете су на путу за Космај биле потпуно уништене у борбама са немачко-четничким снагама, док је само једна група од 20 бораца успела да се врати назад и прикључи Сувоборском одреду. Ваљевски одред је под сталним борбама успео да дође у Рађевину, али се одатле морао пребацити у Поцерину, јер је у борбама изгубио половину људства. Пошто су изгубили везу са Сувоборским одредом, са којим је била и Команда Групе одреда, они су се почетком марта 1942. пребацили преко Дрине у источну Босну, где су се повезали са Првом и Другом пролетерском бригадом.

### Погибија
Након саветовања на Маљену, Сувоборски партизански одред јачине 240 бораца, са којим су били Мирко Томић, члан Главног штаба НОПО Србије, чланови Команде Групе одреда западне Србије и чланови Окружног комитета КПЈ за Ваљево, кренуо је на своје оперативно подручје у Колубару и планинске висове Маљена и Повлена. На том путу у селу Зарубе Одред се сукобио се групом четника које је разбио, па се преко Бачеваца пребацио на Маљен, одакле се спустио у села између Маљена и Повлена. Доласком на овај терен, где је непријатељска пропаганда објавила да су партизанске јединице уништене, имао је снажног одјека у народу, који је од почетка устанка био уз Народноослободилачки покрет (НОП) и активно га помагао. Појава партизана била је изненађење и за четнике, који су такође сматрали да су партизани уништени. Почетком марта 1942, Одред се пребацио у село Славковицу, где су водили већу борбу са четницима.
Услед недостатка муниције, Одред је морао да избегава борбе, а пошто се нашао у простору блокираном непријатељским снагама, свакодневно гоњен и без муниције и хране, поново је одлучено да се покуша прелазак преко Западне Мораве између Чачка и Ужица, у намери да се пређе у Топлицу или Санџак. Јаке непријатељске снаге, концентрисане на овом терену спречиле су Одред у његовој намери. На територији ужичког округа, Одред је нападнут концентрисаним снагама Немаца, Српске државне страже, Српског добровољачког корпуса и легализованих четничких одреда. Пошто су успели да се пробију све до Горње Горевнице, партизани су се овде нашли опкољени.
Немци су из Чачка упутили тенкове с циљем да униште партизане, али пре њиховог доласка, партизани су извели јуриш и пробили обруч, чиме су избегли опкољавање и уништење. Потом су се под борбом преко села Рошци пребацили у Тометино Поље, где су их напали четници, с којима су вођене тешке борбе у којима је погинуо командант Црногорског четничког одреда капетан Младеновић. Одред је потом кренуо ка Дивчибарама, али је, увидевши да упадају у непријатељску клопку, одлучено да се преко јужних падина Букова пребаце на Маглеш. Дана 12. марта 1942. стигли су у Радановце, у близини Ражане, на путу Ужице—Ваљево. Око поднева, Одред су напале снаге два легализована четничка одреда из ужичке групе и један батаљон припадника Српске државне страже. У краткој борби, погинуло је неколико партизанских бораца, међу којим и члан Команде Групе одреда западне Србије Жикица Јовановић Шпанац, тада већ прослављени партизански командант и комесар.
Жикицин друг и саборац Мића Јеремић је 1961. у својој књизи о Жикици Јовановићу Шпанцу описао тренутак његове погибије:
| „ | Изненада је отпочела борба. Жикица је рекао: Одох ја на положај! И отишао је. Ускоро су и чланови Групне комаде отишли за њим, док се на удаљености од пола до једног километра видео четнички строј. Пришли су до Жикице да га питају како оцењује ситуацију. Слабо заклоњен једним жбуном, он је клечећи осматрао распоред непријатеља. Обратио се једном од другова крај себе и нешто затражио. И док се овај окренуо, Жикица је већ лежао на земљи, метак му је прошао кроз главу. | ” |

У тренутку Жикицине погибије, поред њега био је командант Команде Групе одреда Радивоје Јовановић Брадоња, који је у једном интервјуу листу „НИН” децембра 1979. описао Жикицину смрт — „Жикица је погинуо баш у тренутку када сам ја дошао до њега. Пре тога смо изменили пар реченица, а њега је погодио метак право у главу”. Жикицина погибија изазвала је велику потиштеност код бораца у Одреду, који се тада налазио у тешком положају. Вест о његовој погибији пренела је и квислиншка штампа. У листу „Ново време” од 20. марта 1942. објављено је да је погинуо „Жива Јовановић звани Шпањолац”, а сутрадан 21. марта објављен је опширнији чланак под насловом „Убијен познати комуниста Жикица Јовановић”.
Убрзо након Жикицине погибије, окупаторско-квислиншке снаге су успеле да униште Сувоборски партизански одред. Из Радановаца, Одред се преко села Таор пребацио у ваљевски крај, где се у Мравињцима и Горњим Лесковицима поново сукобио са четницима. Свакодневне борбе и смрзавање бораца учинили су да се Одред значајно смањи. Такође, услед уништења Посавотамнавског одреда, као и преласка остатка Ваљевског одреда у Босну, на уништење Сувоборског одреда биле су сконцентрисане знатније снаге — неколико четничких одреда са територије ваљевског и ужичког округа, као и делови немачких јединица и жандармерија. Исцрпљени и без муниције, борци Сувоборског одреда су се од 13. до 16. марта борили у селима на Маљену, након чега су се пребацили у село Клинце, код Ваљева. Овде су их истог дана напали четници, па су се партизани у току ноћи повукли преко села Петнице и Пријездић. Јаке немачко-четничке снаге су 18. марта 1942. окружиле остатке Сувоборског партизанског одреда и напале га, а у овој борби погинуо је велики број бораца, док је други део заробљен и одведен у сабирни логор у Ваљеву, где су највећим делом стрељани. Мали део бораца успео је да се појединачно извуче из непријатељског обруча, али су и они потом похватани и стрељани. Ово је био последњи партизански одред из састава Групне команде партизанских одреда и истовремено последњи партизански одред западне Србије који су уништиле окупаторско-четничке снаге. У току лета 1942. нови Окружни комитет КПЈ за Ваљево и делегат Покрајинског комитета КПЈ за Србију Милош Минић своју активност усредсредили су у правцу стварања услова за формирање новог одреда на територији ваљевског округа. Августа 1942. формиран је нови Ваљевски партизански одред, који је носио име Жикице Јовановића Шпанца и постојао до краја октобра 1942, када је био разбијен, а обновљен је поново марта 1943. године.

## Народни херој
Одлуком Председништва Антифашистичког већа народног ослобођења Југославије (АВНОЈ) број 262, а на предлог Врховног команданта Југословенске армије маршала Јосипа Броза Тита за умешност у командовању, специјалне подвиге, показану храброст и нарочите заслуге за народ проглашен је за народног хероја 6. јула 1945. године. Истом одлуком за народне хероје проглашени су Ђука Динић, Бора Марковић, Мика Митровић и Мирко Томић.
Непосредно пре доношења одлуке о проглашењу Жикице Јовановића за народног хероја, Народна скупштина Србије је 27. јуна 1945. донела одлуку којом је акција Рађевачке партизанске чете у Белој Цркви проглашена за Дан устанка народа Србије, а првој прослави одржаној 7. јула 1945. присуствовао је и Јосип Броз Тито. Подижући акцију коју је извео на ниво државног празника, нова комунистичка власт је Жикицу Јовановића Шпанца истицала као једну од централних личности везаних за Народноослободилачку борбу у Србији, а посебно за организовање устанка у западној Србији у лето 1941. године. Спадајући међу најпопуларније народне хероје Југославије, личност Жикице Јовановића Шпанца убрзо је постала једна од икона популарне културе у социјалистичкој Југославији. Улице и тргови, основне школе, касарне, пионирски одреди, омладинске радне бригаде, културно-уметничка друштва и друге институције добијале су име по њему.
У циљу промоције његовог лика и дела подигнуто му је и неколико спомен-обележја широм Социјалистичке Републике Србије. Године 1951. поводом прославе десетогодишњице устанка у Белој Цркви, испред некадашње кафане, код које је 7. јула 1941, најпре одржан збор, а потом и убијени жандари, постављене су бисте учесника догађаја — Жикице Јовановића, Мише Пантића и Чеде Милосављевића, које је урадио вајар Стеван Боднаров. Исте године, на кући у којој је живео у Ваљеву, у улици Вука Караџића број 54. Савез бораца НОР-а је поставио спомен-плочу. Године 1959. у Ваљеву му је подигнута спомен-биста, рад вајарке Виде Јоцић. Биста је урађена у препознатљивом стилу ауторке и данас се налази у парку на Јадру, који је посвећен овој ауторки, заједно са осталим бистама народних хероја које је израдила у Ваљеву. Споменик Жикици Јовановићу Шпанцу у природној величини, рад вајара Миодрага Живковића, постављен испред зграде Дома културе у Ваљеву свечано је откривен 15. септембра 1986. на манифестацији којој је присуствовао Слободан Милошевић, тадашњи председник Председништва Централног комитета Савеза комуниста Србије, а споменик је открио Жикицин саборац из Шпаније, народни херој Вељко Ковачевић. Место његове погибије, у близини села Радановци, код Косјерића, такође је обележено спомеником, који је рад вајара Мирослава Протића.
Неколико година након ослобођења, посмртни остаци Жикице Јовановића су ексхумирани и заједно са посмртним остацима Мише Пантића, Драгојла и Мише Дудића сахрањени на месту данашњег Дома културе. Недуго потом су премештени у парк код Јадра, а 1967. nа Спомен гробље на Крушику, које је свечано отворио 18. маја исте године председник СФРЈ Јосип Броз Тито.
Жикицино име носило је неколико основних школа у Србији, а данас само Основна школа „Жикица Јовановић Шпанац” у Белој Цркви. Основна школа „Жикица Јовановић Шпанац” у Ваљеву, која је ово име носила од оснивања 1951. је 2004. преименована у „Прву основну школу”, док је Основна школа „Жикица Јовановић Шпанац” на Новом Београду, која је ово име такође носила од оснивања 1956, преименована 2003. у ОШ „Надежда Петровић”. Његово име носила је и касарна Југословенске народне армије и Војске Југославије у Ваљеву, која је 2004. преименована у касарну „Војвода Живојин Мишић”.
Данас Жикицино име носи Академско културно уметничко друштво „Жикица Јовановић Шпанац” скраћено „Шпанац”, основано 1954. као културно-уметничко друштво Удружења студената Београдског универзитета. Такође, његово име носи и преко 50 улица на територији Републике Србије, међу којима су улице у — Београду, Бачкој Тополи, Врању, Књажевцу, Крагујевцу, Краљеву, Крупњу, Лесковцу, Лозници, Нишу, Новом Саду, Параћину, Пожаревцу, Прокупљу, Сомбору, Суботици и Шиду, као и две улице у Републици Црној Гори у — Подгорици и Никшићу.
Током 1980-их снимљено је неколико историјских ТВ драма и серија са тематиком из Народноослободилачког рата. Највећи број ових пројеката урадила је Телевизија Београд, а режирао их је Сава Мрмак, у сарадњи са сценаристом Синишом Павићем. Међу неколико серија, 1982. снимљена је дводелна ТВ серија „Шпанац” која се бавила дешавањима у животу Жикице Јовановића Шпанца, од почетка Априлског рата до прве устаничке акције у Белој Цркви, јула 1941. године. Подлогу за серију чинила је књига „Први кораци ка слободи” ваљевског првоборца Миће Јеремића. Главну улогу Жикице Јовановића у серији тумачио је глумац Данило Лазовић, а поред њега, у серији су играли и — Мира Ступица у улози Жикицине мајке Олге, Владан Живковић у улози Мише Пантића, Душан Тадић у улози Чеде Милосављевића, Мирко Буловић у улози жандарма Богдана Лончара и др.

## Контроверзе
Око погибије Жикице Јовановића Шпанца, који је у послератном периоду истицан као једна од централних личности „Народноослободилачког рата и социјалистичке револуције” Ваљева и западне Србије и као личност која је испалила „прву устаничку пушку” у Србији, постојале су одређене контроверзе, а крајем 1980-их појавиле су се сумње у званичну верзију његове смрти. Историчар Владимир Дедијер, учесник и добар познавалац догађаја из периода Народноослободилачког рата, као и историје Комунистичке партије Југославије, откривањем нових појединости везаних за партијске борбе у време „велике чистке” у Совјетском Савезу, у којој су страдали многи истакнути функционери КПЈ, као и појединости везаних за именовање Јосипа Броза Тита за генералног секретара КПЈ, сматрао је да су Жикицу Јовановића убили партизани. У исто време, појавиле су се сумње и у званичне верзије смрти појединих истакнутих учесника Шпанског грађанског рата, који су погинули у НОР-у, попут Марка Орешковића, Ратка Павловића Ћићка, Петра Драпшина, али и Благоја Паровића, који је страдао у Шпанији и др. Могући повод за ликвидације био је у томе што су они у Шпанију одлазили преко веза са старим руководством КПЈ, као и што је у Шпанији средином 1937. одржана Конференција КПЈ, на којој је након смене и хапшења дотадашњег секретара КПЈ Милана Горкића, дата подршка Петку Милетићу за новог секретара КПЈ, а не Јосипу Брозу Титу. Иако Жикица није био учесник ове Конференције, јер је у Шпанију дошао тек почетком 1938, Дедијер сматра да је повод за његову ликвидацију могао бити то што се у Барселони упознао са Живојином Павловићем, чланом ЦК КПЈ и блиским сарадником Милана Горкића. Павловић је био антистаљиниста и крајем 1940. је написао књигу „Биланс совјетског термидора” у којој је описао стаљинистички терор и чистке у којима су страдали његови другови, због чега су га партизани стрељали у ослобођеном Ужицу, у јесен 1941. године.
Жикицин брат Драгољуб Јовановић, који је као предратни официр рат провео у заробљеништву, а након рата се као официр ЈА изјаснио за Резолуцију Информбироа и био заточен на Голом отоку, такође је сумњао у званичну верзију о смрти свога брата. Он је сматрао да је Жикица убијен по налогу Јосипа Броза Тита, а разлоге је видео у томе што је био популаран код народа ваљевског краја, као и у чињеници да није много поштовао наређења и директиве КПЈ и Тита. О смрти Жикице Јовановића Шпанца постојале су и неке друге теорије, а по једној коју је 1989. изнео Љубомир Недељковић, борац Сувоборског партизанског одреда, Жикица је погинуо несрећним случајем, приликом шенлучења једног од бораца. Такође, Недељковић је тврдио да Жикициној погибији није присуствовао Радивоје Јовановић Брадоња, како је тврдила званична верзија. По једној од верзија, Жикица Јовановић, након што је тешко рањен, извршио је самоубиство, како га четници не би заробили. Ипак, Ђорђе Новаковић, заступник команданта Златиборско-ужичког четничког одреда је августа 1942. дао изјаву, у којој је потврдио да је Жикица Јовановић Шпанац страдао у сукобу са његовим четницима 12. марта 1942. и да га је убио четник Млађен Нешовић.
Након распада СФРЈ почетком 1990-их, у делу опозиционе, а пре свега антикомунистичке јавности почела су друга тумачења догађаја у Белој Цркви од 7. јула 1941. и улоге Жикице Јовановића Шпанца у њима. Нова тумачења догађаја су се ослањала на теорије, које је још раније у својим делима износио љотићевски емигрант Боривоје Карапанџић, који је догађај у Белој Цркви сматрао за „почетак комунистичке револуције у Србији“, као и за почетак „братоубилачког грађанског рата“. Ипак, тадашња власт у Србији, предвођена Слободаном Милошевићем наставила је да обележавала 7. јул као Дан устанка народа Србије. Након петооктобарских промена 2000. Влада Србије, на челу са Зораном Ђинђићем, предложила је нови Закон о државним празницима, којим је укинут Дан устанка народа Србије, а овај Закон Народна скупштина усвојила je 11. јула 2001. године. У наредном периоду, представници нове власти, као и антикомунистички оријентисани појединци настојали су да изврше ревизију историјског догађаја од 7. јула 1941, представљајући га искључиво као дан почетка „комунистичке борбе за власт”.
Године 2000. Босиљка Ивановић, супруга убијеног жандарма Богдана Лончара је у порти цркве Светог Георгија у Белој Цркви подигла споменик свом супругу, а две године касније, Удружење за очување српске традиције подигло је споменик жандарму Миленку Браковићу. Након доношења Закона о рехабилитацији, 2006. појавила се иницијатива о рехабилитацији убијених жандарма, која је потекла од Стане Муњић, новинарке „Гласа Подриња“ из Шапца, пријатељице супруге Богдана Лончара и ауторке књиге „Син српског Ивањдана”. Године 2008. она је Окружном суду у Шапцу поднела захтев за рехабилитацију Богдана Лончара и Миленка Браковића. Судско веће, на челу са судијом Гојком Лазаревом донело је 11. децембра 2008. одлуку о рехабилитацији, а у пресуди је наведено да су жандарми „лишени живота без одлуке суда и без спроведеног поступка, из идеолошко-политичких разлога, као жртве прогона и насиља, од стране припадника партизанског покрета, чиме је повређено њихово право на живот”.

## Галерија
- Кућа породице Јовановић у Ваљеву
- Спомен-плоча на кући
- Спомен-плоча на Филозофском факултету
- Спомен-комплекс у Белој Цркви
- Спомен-комплекс у Белој Цркви
- Спомен-биста у Белој Цркви, рад вајара Стевана Боднарова
- Спомен-биста у Белој Цркви
- Спомен-биста у Белој Цркви
- Овде је Србија рекла слобода, спомен-комплекс у Белој Цркви
- Споменик на месту погибије код Радановаца, рад вајара Мирослава Протића
- Споменик у Ваљеву, рад вајара Миодрага Живковића
- Споменик у Ваљеву
- Споменик у Ваљеву
- Столице код Крупња
- Спомен-биста у Парку Виде Јоцић у Ваљеву
- Спомен-гробље на Крушику
- Спомен-плоча на спомен-гробљу на Крушику
- Орден народног хероја